# 安妮特·凯勒曼
安妮特·凯勒曼（Annette Kellerman，1886年7月6日—1975年11月6日） 是澳大利亚职业游泳运动员、歌舞杂耍表演明星、电影女演员和作家。连体泳衣在發明沒多久，她就穿這種泳衣。她還大力宣傳花样游泳。她也是电影神的女儿的主演，而且在拍電影時一度沒穿衣服，她也成为第一位在好莱坞影片中全裸演出的女演员。